# Heterothrips arisaemae
Heterothrips arisaemae är en insektsart som beskrevs av Ian A. Hood 1908. Heterothrips arisaemae ingår i släktet Heterothrips och familjen Heterothripidae. Inga underarter finns listade i Catalogue of Life.